# DEPARTURES (Lastierのアルバム)
『DEPARTURES』(デパーチャーズ)は、ヴィジュアル系ロックバンドLastierのスタジオ・アルバム。1999年3月24日リリース。
本作品はLastierがメジャーで発売した唯一のオリジナル・アルバム。

## 収録曲
1. 陽炎
2. SkY
3. No fate
4. ALONE (DEPARTURES MIX)
5. 楽園
6. I'll Supply The Love
7. WILL
8. Days after always
9. meet again
10. いつかどこかで
11. Rebirth
12. SAILING